# Fissiana
Fissiana (łac. Fissianensis) – diecezja historyczna w Cesarstwie rzymskim w prowincji Byzacena, współcześnie w Tunezji. Obecnie katolickie biskupstwo tytularne.

## Biskupi tytularni
| Lp. | Biskup                   | Funkcja                                          | Od                   | Do               |
| --- | ------------------------ | ------------------------------------------------ | -------------------- | ---------------- |
| 1   | Francis Arinze           | biskup pomocniczy Onitsha (Nigeria)              | 6 lipca 1965         | 26 czerwca 1967  |
| 2   | Leo Rajendram Antony     | biskup pomocniczy Jaffny (Sri Lanka)             | 3 sierpnia 1968      | 15 lutego 1974   |
| 3   | Joseph Valerius Sequeira | biskup pomocniczy Bassein (Birma)                | 20 października 1984 | 24 stycznia 1986 |
| 4   | Julio Ojeda Pascual      | wikariusz apostolski San Ramón (Peru)            | 30 marca 1987        | 28 kwietnia 2013 |
| 5   | Fernando Croxatto        | biskup pomocniczy Comodoro Rivadavia (Argentyna) | 13 marca 2014        | 3 sierpnia 2017  |
| 6   | Darius Trijonis          | biskup pomocniczy Wilna (Litwa)                  | 29 września 2017     | 6 czerwca 2024   |
| 7   | Alejandro Pardo          | biskup pomocniczy Buenos Aires (Argentyna)       | 19 czerwca 2024      |                  |